# Малиновка (Калининский район)
Мали́новка — деревня в Калининском районе Тверской области. Входит в состав Тургиновского сельского поселения

## География
Расположена на реке Ламе в 12 км к востоку от села Тургиново. За рекой, на территории Конаковского района, деревни Павельцево и Дорино, ещё восточнее — посёлок Козлово.

## Население
В 1997 году было 2 хозяйства и 2 жителя; по переписи 2002 — постоянных жителей нет. В деревне около 15 домов, которые используются как дачи.